# Klaus Palesch
Klaus Palesch (* Mai 1961 in Stuttgart) ist ein deutscher Spieleautor. Bekanntheit erlangte er durch seine originellen Kartenspiele und seinen Spiele-Versandhandel-Unternehmen „Spieleschachtel“.

## Leben
Klaus Palesch wuchs in der nordschwäbischen Dorf-Gemeinde Sersheim auf. Nach der Mittleren Reife machte er zunächst eine Klempner-Ausbildung, später dann eine weitere zum Industriekaufmann. Ab 1991 baute er als Garagen-Startup-Betrieb den Spieleversand „Spieleschachtel“ auf. Nach einer Expansion verlegte er den Firmensitz nach Metzingen.
Gesellschaftlich trat Palesch als Organisator der Ludwigsburger Brettspielmeisterschaft hervor. Das Siegertreppchen dort qualifiziert zur Teilnahme für die deutsche Meisterschaft, die wiederum für einen Wettbewerb auf intereuropäischer Ebene. 1990 nahm Palesch selber mit dem Team „Pöppel-Company“ erfolgreich teil und erreichte Platz 2 bei den „Eurogames“.
An eigene Spiel-Kreationen machte sich Palesch ab Ende der 1980er. Sein Kartenspiel Sticheln war 1989 produktionsreif, konnte aber erst 1993 beim Spieleverlag Amigo Spiele herauskommen. Beinah gleichzeitig wurde im Kern auch Hattrick geboren, das zwei Jahre später ein kleinerer Markterfolg wurde.
Mit „Beim Zeus“ und „Fossil“ brachte der Autor Ende der 1990er auch zwei Brettspiele bei angesehenen Verlagen auf den Spielemarkt. In diesem Segment hatte er aber nur mittelmäßigen Erfolg. Mit weiteren Kartenspielen („Remmi Demmi“, „Mit List und Tücke“, „Cash“, „Combit“) gelang es ihm, an seinen guten Ruf als Spieleerfinder anzuknüpfen. Auch in Übersee, also im englischsprachigen Raum ist er – siehe „Board Game Geek“ – anhaltend gut vertreten. Allerdings ist „Sticheln“ mit über 50.000 verkauften Exemplaren nach wie vor sein größter Markterfolg als Spieleautor.
Klaus Palesch lebt heute wieder in Sersheim bei Ludwigsburg.

## Auszeichnungen
- „Beim Zeus!“ – Deutscher Spielepreis, Platz: 9 (1997)
- „Hattrick“ – à la carte Kartenspielpreis der Zeitschrift Fairplay, Platz: 2 (1995); Deutscher Spielepreis, Platz: 8 (1995); Mensa Select (1997)
- „Mit List und Tücke“ – à la carte: Kartenspielpreis der Zeitschrift Fairplay, Platz: 5 (1999); Gamers Choice Awards: Multiplayer Nominees (2000)
- „Sticheln“ – à la carte: Kartenspielpreis der Zeitschrift Fairplay, Platz: 1 (1993); Deutscher Spielepreis, Platz: 8 (1993)

## Ludografie
- „Trader“ – 2008, Cocktail Games, (gemeinsam mit Horst-Rainer Rösner)
- „Combit“ – 2001, Winning Moves, (gemeinsam mit Horst-Rainer Rösner)
- „Cash“ – 2001, Winning Moves, (gemeinsam mit Horst-Rainer Rösner)
- „Ka-Ching!“ – 2001
- „Mit List und Tücke“ – 1999, Berliner Spielkarten GmbH & Co KG
- „Remmi Demmi“ – 1999, Goldsieber
- „Robin Hood“ – 1999, Amigo
- „Fossil“ – 1998, Goldsieber (DE); Rio Grande Games (USA)
- „Beim Zeus“ – 1997, Kosmos Spiele-Galerie
- „Hattrick“ – 1995, Amigo
- „Sticheln“ – 1993, Amigo

## Belege
1. ↑  Board Game Geek: Profil Klaus Paleschs
2. ↑  Spielbox-Porträt Juli 1995

| Personendaten    | Personendaten                         |
| ---------------- | ------------------------------------- |
| NAME             | Palesch, Klaus                        |
| KURZBESCHREIBUNG | deutscher Spieleautor und Unternehmer |
| GEBURTSDATUM     | Mai 1961                              |
| GEBURTSORT       | Stuttgart                             |